# نيل إدواردز (لاعب كريكت)
نيل إدواردز (14 أكتوبر 1983 في المملكة المتحدة - ) (بالإنجليزية: Neil Edwards)‏ هو لاعب كريكت بريطاني. لعب مع نادي مقاطعة نوتنغهامشير للكريكت ‏ ونادي مقاطعة سومرست للكريكت ‏.